# Riccardo I di Normandia
Riccardo Senza Paura (in francese Richard Ier de Normandie, dit Richard «Sans Peur»; Fécamp, 28 agosto 933 – Fécamp, 20 novembre 996) fu jarl o duca dei Normanni e conte di Rouen, fu il terzo signore della Normandia con il nome di Riccardo I, dal 942 al 996, e fu il primo ad ottenere formalmente il titolo di Duca di Normandia.

## Origine
Era figlio naturale (in quanto l'unione era secondo il more danico o uso vichingo, pagano, secondo il monaco e scrittore normanno Guglielmo di Jumièges) di Guglielmo I Lungaspada, jarl (equiparabile al nostro conte) dei Vichinghi e conte di Rouen, che era stato anche duca di Bretagna, e della sua sposa Sprota, che secondo i Flodoardi Annales era bretone, di alto lignaggio, come ci informa il cronista normanno e decano della collegiata di San Quintino Dudone
Guglielmo I Lungaspada, sia secondo l'Harald Harfager's Saga dello storico islandese Snorri Sturluson che secondo il monaco e cronista inglese Orderico Vitale, era figlio dello jarl o conte dei Normanni e conte di Rouen Rollone, capostipite della Casa di Normandia, e della sua seconda moglie (sposata secondo il more danico) Poppa di Bayeux, che, sia secondo Guglielmo di Jumièges che secondo Orderico Vitale, era la figlia del conte franco di Rennes e di Bayeux e marchese di Neustria Berengario II e di sua moglie, che, secondo lo storico francese Arthur de La Borderie, nel secondo volume del suo Histoire de Bretagne, era la figlia del conte di Rennes Gurvant, che fu re di Bretagna unitamente a Pascweten o Pasquitano, conte di Vannes. Che la madre, Poppa, fosse una cristiana viene confermato anche dal 2° verso del The Planctus for William Longsword.

## Biografia

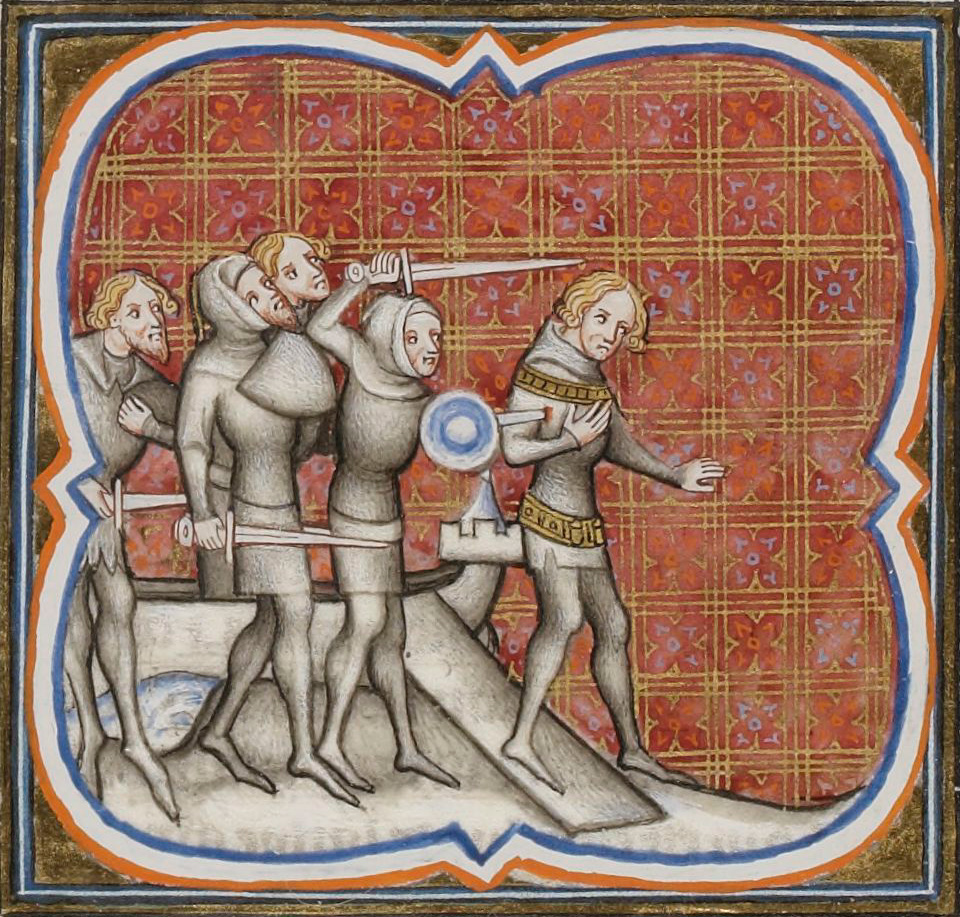
Assassinio di Guglielmo Lungaspada

Nato a Fécamp nel 933, dopo che suo padre, Guglielmo I Lungaspada, aveva domato, con la presa di Rouen una rivolta nella Normandia occidentale, la rivolta di Riouf. Dopo il 940, suo padre, Guglielmo Lungaspada si trovò a lottare con Arnolfo I, Conte di Fiandra e Conte di Artois e l'assassinio di Guglielmo, pare dovuto all'istigazione di Arnolfo. Infatti sempre secondo Guglielmo di Jumièges, nel dicembre del 942, Arnolfo e Guglielmo, per appianare la disputa per la contea di Montreil (riconquistata dal conte di Montreuil, Erluino, appoggiato da Guglielmo Lungaspada), concordarono un incontro su un'isola della Somme presso Picquigny, dove si recarono coi rispettivi eserciti e, dopo l'incontro, fu ucciso a tradimento da quattro personaggi che erano tra gli accompagnatori di Arnolfo; anche Dudo di Saint-Quentin riporta la stessa versione dell'avvenimento. Rodolfo il Glabro invece racconta che il duca Guglielmo I fu ucciso a tradimento dal conte di Blois, di Tours, di Chartres e di Châteaudun, Tebaldo l'Ingannatore, mentre Orderico Vitale riporta che Guglielmo fu ucciso con un inganno organizzato da Arnolfo I di Fiandra; infine, anche gli Annalibus Rotomagensibus riportano l'uccisione di Guglielmo e anche la data: il 17 dicembre (16 kal. januar.).
A Guglielmo succedette Riccardo, che era ancora in giovane età e che era stato riconosciuto erede (a cui prestarono giuramento) da tutti i capi normanni e bretoni, tra cui Alano Barbariccia, duca di Bretagna per cui dei reggenti governarono la contea di Normandia, mentre il re di Francia, Luigi IV, dopo avergli confermato il possesso della Normandia, fece prelevare Riccardo che fu condotto, quasi in stato di reclusione, a Laon (la capitale del regno di Francia) per essere educato. Suo padre aveva lasciato una vedova, Liutgarda di Vermandois, che su suggerimento del fratello, Erberto, tra il 943 ed il 944, sposò Tebaldo l'Ingannatore, colui che era stato accusato dell'omicidio.
Ancora secondo Guglielmo di Jumièges, nel 945, il giovane Riccardo riuscì a sfuggire dal suo esilio grazie all'aiuto di Osmund de Centeville e Bernard de Senlis, due vecchi alleati di suo nonno Rollone. All'inizio del suo ducato, ancora secondo Dudo di Saint-Quentin, dovette contrastare Rodolfo detto Torta, che pretendeva di succedere a Guglielmo Lungaspada; Riccardo però ebbe il sostegno dei signori Normanni e Rodolfo dovette andare in esilio a Parigi.
Fu così che nel 947, dopo essersi alleato con i capi normanni e vichinghi e approfittando della tensione esistente tra Luigi IV ed il suo vassallo più potente, Ugo il Grande, Riccardo riuscì a preservare l'autonomia della Normandia al tentativo di conquista di Luigi IV e dei suoi vassalli francesi. In seguito Riccardo strinse alleanza con Ugo il Grande. Poi riuscì a fermare il re di Germania, Ottone I, che cercava di occupare Rouen.
Riccardo poi rinforzò l'alleanza con Ugo il Grande, attraverso un'unione matrimoniale: infatti, nel 956, si fidanzò (un impegno di matrimonio) con Emma, la figlia terzogenita di Ugo. Questo impegno di matrimonio tra Riccardo ed Emma, viene riportato sia dall'Hugonis Floriacensis, Liber qui Modernorum Regum Francorum continet Actus 5, che precisa anche che il duca Ugo, in quello stesso anno, morì e gli successero i tre figli, Ugo, Oddone e Enrico Ottone, che da Guglielmo di Jumièges, nella sua Historiæ Normannorum Scriptores Antiqui, in cui dice che il fidanzamento avvenne con l'approvazione del conte, Bernard de Senlis, che l'aveva protetto quando bambino era succeduto al padre. Il matrimonio, sempre secondo Guglielmo di Jumièges, avvenne, dopo qualche anno, nel 960 a Rouen.
Secondo Patrick van Kerrebrouck, nel suo Les Capétiens, 987-1328, nel 966, Riccardo assunse il titolo di marchese di Normandia (fu, ufficialmente il primo duca, come lo definisce il cronachista, priore dell'abbazia di Bec e sedicesimo abate di Mont-Saint-Michel, Robert di Torigny, nella sua Chronique: Ricardi primi duci Normanniae). Egli si occupò di riorganizzare il sistema militare normanno ponendo come punto di forza del nuovo esercito la cavalleria pesante, al sistema di combattimento, a piedi, tipico dei vichinghi, era subentrato il sistema di combattimento a cavallo, dove i normanni ora eccellevano.
Inoltre Riccardo che si occupò della riorganizzazione dei sette vescovati del ducato, nel 966, aveva permesso al monaco Mainardo di Gand, che aveva già riattivato l'abbazia di Saint-Wandrille sulla Senna, di ristabilire una comunità monastica nell'abbazia di Mont-Saint-Michel, e, nel 990 fondò a Fécamp un monastero che destinò a casa per i canonici della cattedrale, come ci conferma il monaco e cronista, Ademaro di Chabannes. Infine tra il 988 e il 989 nominò suo figlio, Roberto il Danese, Arcivescovo di Rouen, cioè titolare della diocesi più importante del ducato; Roberto, che era stato da poco creato primo conte d'Évreux, tenne entrambe le cariche per circa cinquant'anni.
Secondo la professoressa Elisabeth Van Houts, nel suo The Normans in Europe, Riccardo, nel 991, fece un'alleanza col re d'Inghilterra Etelredo II per aiutarsi contro le razzie e le devastazioni dei Vichinghi. Riccardo morì a Fécamp il 20 novembre 996 per cause naturali, come ci conferma Guglielmo di Jumièges e fu sepolto a Fécamp, sia secondo l'Ademari Historiarum liber III, che secondo il Brevis Relatio de Origine Willelmi Conquestoris. Gli succedette il figlio primogenito, Riccardo detto Il Buono, come ci conferma Orderico Vitale.
Riccardo era bilingue essendo stato ben educato a Bayeux e durante il suo regno ebbe sempre un occhio di riguardo nei confronti dei suoi sudditi danesi a scapito di quelli di origine francese.
Durante il suo regno la Normandia venne completamente cristianizzata e anche la popolazione dei colonizzatori norvegesi e danesi si francesizzò, e assistette all'introduzione del sistema feudale (i proprietari terrieri ricevevano dal duca i loro feudi e in cambio dell'omaggio feudale e de servizi militari), facendo ben presto della Normandia uno degli stati feudali più importanti del continente europeo.

## Matrimoni e discendenza
Nel 960 Riccardo aveva sposato Emma di Parigi, figlia terzogenita del Marchese di Neustria demarcus, conte d'Orleans e conte di Parigi (dal 936 chiamato duca dei Franchi) e futuro duca di Borgogna, Ugo il Grande, e della sua terza moglie Edvige di Sassonia, figlia del defunto re di Germania, Enrico I l'Uccellatore e sorella del re di Germania e futuro imperatore, Ottone I, come ci riporta, nelle sue cronache, Rodolfo il Glabro. Emma era la sorella del futuro re di Francia, Ugo Capeto, e del futuro duca di Borgogna, Enrico Ottone. Emma a Riccardo non diede figli.
Rimasto vedovo, nel 964, secondo il monaco e cronachista Roberto di Torigni, qualche anno dopo, secondo altre fonti, subito dopo la morte di Emma, sia secondo il Torigni che secondo Guglielmo di Jumièges, Riccardo si unì a Gunnora, di cui non si conoscono gli ascendenti, ma definita una vergine di una nobilissima famiglia di origine vikinga. Secondo Guglielmo di Jumièges, Riccardo partecipò ad una partita di caccia durante la quale venne ospitato da un signorotto locale, della cui moglie, Seinfreda, si innamorò perdutamente. Tuttavia la donna rifiutò le attenzioni del sovrano e le dirottò su sua sorella, Gunnora.
Gunnora secondo Dudo di Saint-Quentin, divenne amante del duca e, solo a seguito delle pressioni dei consiglieri, che desideravano un legittimo erede, Riccardo la sposò. Gunnora a Riccardo diede otto figli legittimi:
- Riccardo II[28][40](?-1026), detto Il Buono, suo successore;
- Roberto[28][40] (?-1037), fu Arcivescovo di Rouen ed il primo conte d'Évreux;
- Roberto il Danese[28][40] (?-989 circa)[44];
- Mauger[28][40] (?- ca. 1035), conte di Corbeil, il cui nipote sarà Robert Fitzhamon, uno dei più importanti duchi anglo-normanni;
- un altro maschio[28][40];
- Emma[28][40] (985-1052), che divenne la consorte di ben due sovrani inglesi, Etelredo II e Canuto I;
- Havoise[28][40] († 1034), sposò Goffredo I, duca di Bretagna e conte di Rennes;
- Matilde[28][40] († 1005), sposò Oddone II, conte di Blois.

Riccardo ebbe anche dei figli illegittimi da diverse amanti (o mogli More danico, alla maniera vichinga) tra i quali sono da annoverare:
- Goffredo[28][40] (953 - 1015), comte d'Eu e di Brionne
- Guglielmo di Brionne[28][40] (978 - 1057), conte d'Hiémois, che succedette a suo nipote Gilberto di Brionne († 1040), nella contea d'Eu
- Guillaume (Guglielmo) conte di Eu
- Roberto († 1015), conte di Mortain
- Papia[40], che sposò Gilberto di Saint Valéry
- Beatrice[40] († 1015), che sposò Ebles, visconte di Turenna.

## Ascendenza
|                          |   |           | Genitori |  |  | Nonni |  |  | Bisnonni             |  |  | Trisnonni        |  |
|                          |   |           |          |  |  |       |  |  | Ragnvald Eysteinsson |  |  | Eystein Ivarsson |  |
|                          |   |           |          |  |  |       |  |  | Ragnvald Eysteinsson |  |  | Eystein Ivarsson |  |
|                          |   | …         |          |  |  |       |  |  | Ragnvald Eysteinsson |  |  |                  |  |
| Rollone                  |   |           |          |  |  |       |  |  | Ragnvald Eysteinsson |  |  |                  |  |
|                          |   | Ragnhilde | …        |  |  |       |  |  |                      |  |  |                  |  |
|                          |   | Ragnhilde | …        |  |  |       |  |  |                      |  |  |                  |  |
|                          |   | Ragnhilde | …        |  |  |       |  |  |                      |  |  |                  |  |
| Guglielmo I di Normandia |   | Ragnhilde |          |  |  |       |  |  |                      |  |  |                  |  |
|                          |   | …         | …        |  |  |       |  |  |                      |  |  |                  |  |
|                          |   | …         | …        |  |  |       |  |  |                      |  |  |                  |  |
|                          |   | …         | …        |  |  |       |  |  |                      |  |  |                  |  |
| Poppa di Bayeux          |   | …         |          |  |  |       |  |  |                      |  |  |                  |  |
|                          |   | …         | …        |  |  |       |  |  |                      |  |  |                  |  |
|                          |   | …         | …        |  |  |       |  |  |                      |  |  |                  |  |
|                          |   | …         | …        |  |  |       |  |  |                      |  |  |                  |  |
| Riccardo I di Normandia  |   | …         |          |  |  |       |  |  |                      |  |  |                  |  |
|                          | … | …         |          |  |  |       |  |  |                      |  |  |                  |  |
|                          | … | …         |          |  |  |       |  |  |                      |  |  |                  |  |
|                          | … | …         |          |  |  |       |  |  |                      |  |  |                  |  |
| …                        | … |           |          |  |  |       |  |  |                      |  |  |                  |  |
|                          |   | …         | …        |  |  |       |  |  |                      |  |  |                  |  |
|                          |   | …         | …        |  |  |       |  |  |                      |  |  |                  |  |
|                          |   | …         | …        |  |  |       |  |  |                      |  |  |                  |  |
| Sprota                   |   | …         |          |  |  |       |  |  |                      |  |  |                  |  |
|                          |   | …         | …        |  |  |       |  |  |                      |  |  |                  |  |
|                          |   | …         | …        |  |  |       |  |  |                      |  |  |                  |  |
|                          |   | …         | …        |  |  |       |  |  |                      |  |  |                  |  |
| …                        |   | …         |          |  |  |       |  |  |                      |  |  |                  |  |
|                          |   | …         | …        |  |  |       |  |  |                      |  |  |                  |  |
|                          |   | …         | …        |  |  |       |  |  |                      |  |  |                  |  |
|                          |   | …         | …        |  |  |       |  |  |                      |  |  |                  |  |
|                          |   | …         |          |  |  |       |  |  |                      |  |  |                  |  |

### Fonti primarie
- (LA)  Monumenta Germanica Historica, tomus III.
- (LA)  Monumenta Germanica Historica, tomus IV.
- (LA)  Monumenta Germanica Historica, tomus IX.
- (EN) Snorri Sturluson, Heimskringla: Harald harfager saga, 1230 circa. URL consultato il 2 dicembre 2014 (archiviato dall'url originale il 29 novembre 2014).
- (LA)  Ordericus Vitalis, Historia Ecclesiastica, tomus. II.
- (LA)  Monumenta Germaniae Historica, tomus XXIII.
- (LA)  Monumenta Germanica Historica, tomus XXVI.
- (LA)  Scriptores rerum gestarum Willelmi ConquestorisI.
- (LA)  Chronique de Robert de Torigni, abbé du Mont-Saint-Michel, vol I.
- (EN)  Dudo of St. Quentin's Gesta Normannorum Archiviato il 15 agosto 2009 in Internet Archive..
- (LA)  Flodoardi Annales, pars I (877-944).
- (LA)  La chroniques de nantes.
- (LA)  Rodulfus Glaber Cluniacensis: Historiarum Sui Temporis Libri Quinque.
- (LA)  Nouae bibliothecae manuscript. librorum tomus primus.
- (LA)  Historiæ Normannorum Scriptores Antiqui.
- (EN)  http://vlib.iue.it/carrie/documents/planctus/planctus/[collegamento interrotto].

### Letteratura storiografica
- David Douglas, he Earliest Norman Counts EHR 61 (1946), 129-156.
- David Douglas, Some Problems of Early Norman Chronology. EHR 65 (1950), 289-303.
- Cassandra Potts, The Earliest Norman Counts Revisited: The Lords of Mortain, The Haskins Society Journal 4 (1992), 23-35.
- Eleanor Searle, Predatory Kinship and the Creation of Norman Power, 840-1066 (Berkeley, Los Angeles, London, 1988).
- Thierry Stasser, Mathilde, Fille du Comte Richard': Essai d'identification, Annales de Normandie 40 (1990), 49-64.
- William John Corbett, "L'evoluzione del ducato di Normandia e la conquista normanna dell'Inghilterra", cap. I, vol. VI (Declino dell'impero e del papato e sviluppo degli stati nazionali) della Storia del Mondo Medievale, 1999, pp. 5–55.
- (EN)  Elisabeth Van Houts, The Normans in Europe (Manchester: Manchester University Press, 2008